# Crottin de Chavignol
Crottin de Chavignol är en fransk getost gjord på opastöriserad mjölk av get, från regionen Centre-Val de Loire.
I området omkring Sancerre och Sainte-Gemme-en-Sancerrois brukar man dricka vitt Sancerre-vin till osten, eller möjligtvis rött Sancerre-vin till hårdare sorters crottin de Chavignol. Detta bland annat då både osten och vinet härstammar från samma del av Frankrike, närmare bestämt från departementet Cher.